# あわよくば (お笑い)
あわよくばは、吉本興業に所属する日本のお笑いコンビ。NSC東京校14期出身（2008年4月入学、2009年4月卒業）。2016年3月に一度解散するも、2018年5月再結成。

## メンバー
小川 祐生（おがわ ゆうき、1985年8月11日 -）（40歳）
ツッコミ担当、立ち位置は向かって右。
徳島県板野郡出身。
神奈川大学卒業。
身長176cm、体重70kg。
趣味は映画鑑賞、音楽鑑賞、読書、釣り、テレビアニメ。
特技は体を一切動かさず舌につけた洗濯ばさみを取ること。
宅地建物取引士の資格を取得している。
西木 ファビアン 勇貫（本名:西木 ファービアン 勇貫〈にしき ファービアン ゆうかん〉1985年11月6日 -）（39歳）
ボケ担当、立ち位置は向かって左。
徳島県徳島市出身。
徳島県立城北高等学校卒業後、慶應義塾大学経済学部中退。
身長173cm。
愛称は「ファビ」「ファビちゃん」など。
実父がドイツ人で、実母は日本人のハーフ。
趣味、特技は、阿波踊り、執筆。
高校時代はラグビー部に所属していた。徳島県選抜大会の代表に選出されたこともある。
20歳の頃に、自身のミドルネームである「ファビアン」の存在を初めて知った。
2011年11月から2014年12月まで、CBCテレビ『ノブナガ』内の企画「思い出かけっこ」に挑戦していた。なお同企画の「思い出MISSION」で鳥取県内の自動車教習所に入学し、普通自動車免許を取得している。
解散して再結成するまでの間、はぎちゃん（元花金バーナード）とコンビ『フランキー』として活動していた。

## 概要
高校生のときに地元である徳島の学習塾で知り合った2人（小学校・中学校が隣の学区だった）が高校卒業後、東京で共通の友達を介して偶然再会。西木が小川を誘ってNSC東京校へ入学、コンビを結成。
コンビ名の由来は2人の出身地である徳島県の旧国名が「阿波国」であり、阿波がついて語呂がいいコンビ名を考えたときに浮かんだものが「運が良ければ」或いは「うまくいけば」という意味である『あわよくば』に決定したことから。
芸風は主に漫才を演じ、主に西木がドイツ人と日本人のハーフであることを生かしたネタが多い。
2016年3月29日の舞台「彩～irodori～Jr. Live SP Final 一番仲の良さが見えるネタをやっているコンビを決めるコンビ愛ネタバトルライブ!」を最後に解散。2人とも芸人活動を継続するという（同期のNSC東京校14期出身たちの中で養成所時代からコンビを組んでいて一度も解散を経験していない芸人はごく稀であり、あわよくばもそのコンビのうち1組であったが2016年で解散となった）。
その後、2018年5月16日に再結成が発表された。

## 出演

### テレビ
- U・LA・LA@7（TOKYO MX、2010年4月20日・2011年6月7日） - 「よしもとうららちゃん」コーナー
- 新進気鋭（日本テレビ、2011年5月5日）
- ジェネレーション天国（フジテレビ、2013年1月28日）
- ロケットライブ （フジテレビ、2013年1月23日・2月27日）
- アメトーーク!（テレビ朝日）
  - アメトーーク!（2013年8月15日・2014年1月9日） - ファビアンのみ
  - アメトーーーーーーーーーーク! 輝く55名!!運動神経と出川と狩野あーーータタラタラタはぬーん5時間SP!!「こんにちはハーフ芸人です!! ゴールデン」（2013年12月30日） - ファビアンのみ
- ブラックミリオン （テレビ東京、2013年10月19日） - ファビアンのみ
- ノブナガ「ファビアンの思い出かけっこ」（CBCテレビ） - ファビアンのみ

### インターネット
- よしもとオンライン
- よしログ
- ニコニコ動画
- Ustream ルミネtheよしもと なう。
- YNN配信 メルボルン松本のYNNナビ『恋愛至上主義』（小川のみ）
- 火花 第5・7話（Netflix、2016年6月3日）

### お笑いライブ・舞台
- AGE AGE LIVE　月三回、不定期出演 （2010年まで）
- 神保町花月
  - 2009年7月18日 チャレンジオムニバス公演『トリオ結成！？』
  - 2009年8月4日 - 8月6日 チャレンジ公演3days『青空、バンザイ!』 宮地班
  - 2009年9月8日 - 9月13日 『サンデー、マガジン、ニシムラ』エキストラ出演
  - 2010年2月5日 『CAKE』
  - 2010年4月21日 - 4月27日 『あのロックスターはギターが弾けなかった…』
  - 2010年5月14日 - 5月17日 『インコンプリートボーイズ＃1～下手クソ過ぎる生き方～』
  - 2010年6月22日 - 6月27日 『インコンプリートボーイズ＃2～本日も散々なり～』
  - 2010年7月27日 - 8月1日 『インコンプリートボーイズ＃2～いつかコンプリートする日～』
  - 2010年9月9日 - 9月13日 『紅十』
  - 2010年10月12日 - 10月17日 『紅十 in 1990』
  - 2010年11月9日 - 11月14日 『紅十 Final』
  - 2011年3月15日 『十人十色』
  - 2011年5月17日 - 5月22日 『パーフェクト・ライフ #2 運命という名の残酷』
  - 2011年6月14日 - 6月19日 『パーフェクト・ライフ #3 宿命という名の結末』
  - 2011年8月16日 - 8月21日 『金魚のように・前編』
  - 2011年9月6日 - 9月11日 『金魚のように 後編』
  - 2012年1月24日-1月28日 『星・屑 #1』
  - 2012年2月28日 - 3月4日 『星・屑 #2』
  - 2012年3月20日 - 3月25日 『星・屑 #3』
  - 2012年9月25日 - 9月30日 『ピースでござる』
  - 2012年12月10日 - 12月16日 『星みっつ』
  - 2013年5月9日 - 5月13日 『恋する五感』
  - 2013年5月24日、9月30日 『初恋タローの恋してキュンしてきゃぴ～ん』
  - 2013年8月24日 『若手ユニットコントライブ　作家今井作『オオカミコーヒー』
  - 2013年8月24日 『RUSH ♯7』
  - 2013年9月3日 - 9月8日 『ちっぽけなリビドー』
  - 2013年11月1日 『東京ツッコミパンダース』
- 渋谷ばちーんんんJump（2011年1月19日 - 12月）
- ばちーんんん！Fresh！
- 渋谷ばちーんんんJump～パーティー
- ばちーんんんJump～あわよくば～
- ばちーんんんJump～あわよくば～キャラなし小川の芸風改造計画
- Get King Live　2012年
- 彩～irodori～Audition（2013年 - ）
- 彩～いろどり～Jr. Audition決定戦
- 彩～irodori～Jr.LIVE
- 彩～irodori～Jr. Battle
- 彩ＣＯＵＮＴＤＯＷＮ～17期から9期まで順番にネタを披露してから全員でトークしちゃいまスペシャル～
- 彩れ　Amore　～いろどり、いろどる、いろいろ、いろどれ！イヒヒと、いっぱい、イヒれる、イベント！～
- MUGE∞NETA YOUNG
- ムゲデミー賞～お笑い各部門 最優秀賞決定祭～
- ∞総選挙～ファンが選ぶ 32立ち位置
- 無限大スタンド2010
- needs
- JET GIG
- JETGIG～怒涛の1分ネタ祭～
- NSCチャレンジオムニバス
- NSCグランプリ・チャレンジマッチ
- NSC杯チャンピオンズリーグ
- U-12
- U-13
- U-14
- 14期会
- NSC東京14期生最強決定戦
- 超若手トーク祭り～東京NSC14期生編～
- それ、14期がやりますっ！！
- 超若手トークライブ14期編
- 自由研究レポ～14期生のオススメの○○を教えちゃいます～』
- NSC東京14期生漫才師・総当たり戦！！
- NSC東京杯争奪チャンピオンリーグ
- NSC東京杯争奪戦超若手チャンピオンリーグ
- ミッドナイトバトル 11期対14期
- ミッドナイトバトル 12期VS14期
- ミッドナイトバトル 13期対14期 ニューウェーブマッチ！
- ミッドナイトバトル 14期対15期 ニューウェーブマッチ！
- 6期VS14期～大ハンディキャップマッチ！
- 目指せ！エメマンバトルCM出演！よしもと若手芸人100組ネタバトル
- 品庄トーク （品川庄司のトークライブ）
- 各期対抗イルミネーションマッチ
- 朝練～囲碁将棋の永久古今東西ギネス新～
- 朝練～ゆったり感の無限一発ギャグ地獄～
- しゃべくりルーキーズ、ドラフト1位は誰だ？
- 業界イチの青田買いライブ
- 次世代お笑いフェスタ
- 漫才バトルG3
- 漫才広場
- K-PROプレミアムyard
- k-proプレミアムyard2
- BERO BERO Bar
- BERO BERO Bar ～190人入らなかったら打ち切り、入ったら単独～
- BERO BERO Bar番外編～各コンビゲストをオファーしてOKならユニットコント。NGなら出れません～
- BERO BERO Bar～∞ホール復活をかけて～
- BERO BERO Bar～ご褒美単独ライブ〜クリスマスにみんなにプレゼント！！～
- 2丁拳銃修士＆オリエンタルラジオ中田トークライブ「世界の果てで僕たちは出会った」
- ギンナナ・トークライブ
- 御茶会、御茶ノ水男子とお茶を飲みながら話そう
- 東京吉本若手漫才協会公演～超若手10分漫才チャレンジ～
- 若手10分ネタチャレンジ
- SHIBUYA MANZAI STYLE
- ホスト伝
- ボーイズ&LOVERS～愛の形～
- お笑い男子校SP 春の新歓祭り
- 徳島県立城北高等学校 『城北祭』 70周年記念お笑いライブイベント（西木の母校の高校の学園祭ゲスト）
- 下北沢放課後男子 お笑いグランプリ
- スナック戦隊カマレンジャー
- シチサンLIVE
- エザキカク
- ワラサンライブ
- まんぷく漫才
- お笑い虎の穴
- ネタの内
- ギョーカイくん
- ＢＯＨＥＭＩＡＮ’Ｓ～初恋タロースペシャル～
- タローちゃんのダイエットサミット
- 年末恒例!!アイドル歌合戦 （西木のみ）
- 超若手紅白漫才合戦
- 今年の当たり年は俺たちだ！あいつにメガトン選手権
- 最高のメールを送る会
- 吉田たちとコマンダンテ　東京ゲストとわいわいしたいじゃん
- 大阪から来たギャグマシーン！？エスディーきんじょうを同期が歓迎する会
- 雅天印
- 劇団Hi!You第5弾～それみたことか！～「生きる屍たち」（小川のみ）
- 20分漫才
- ゆったり感48
- 兄さん胸貸してくださいSP
- LICENSE vol.ENJOY!!
- バースディ・パーティー （西木のみ）
- お笑いクラシコ （小川のみ）
- くじびきトーク（小川のみ）
- あにめ酒2期（小川のみ）
- 天下ー話道会予選 ～ちょっと聞いてよ！私のトーク～（小川のみ）
- 渋谷自由研究レポ
- マンザイさん　トンファーの回
- 超若手1デイトーナメント
- 超若手漫才チャレンジ
- 超若手漫才三番勝負
- 超若手大喜利チャンピオンシップ
- 大喜利STREET エリア31
- 喜利道～超若手大喜利修行～
- 漫才フェスティバル
- ヨシモト漫才フェスティバルin新宿
- 東京吉本超若手トークライブ ～5年目以下でここでしか話せない話します!!～
- マンザイ25連発～THE MANZAIで決勝行きたいんです！！～
- まんざい道
- ing!to2012～iNFINITY nEXT gENERATION～
- ing!to2013～iNFINITY nEXT gENERATION～
- 2013年だよ！　∞NEW YEAR LIVE　～お笑い福袋 ネタ50連発！～
- 元気な笑顔でやっぱ ｗａｎｎａ　ｂｅ　ｈａｐｐｙ！！ ＣＨＡＮＧＥ　ＯＦ　ＧＥＮＥＲＡＴＩＯＮ ～キャラクター争奪バトル～
- クズ芸人国宝・ロシアンモンキーさんの素晴らしさを世の中に伝える会
- よしもと若手軍団 VS ホリプロ若手軍団
- よしもと若手軍団 VS マセキ若手軍団
- ハーフ芸人JAPAN！～お世話になります、秋～ （西木のみ）
- 外国人の皆さんいらっしゃーい！ おもてなしライブ2013～ハブ、世界進出への道～（西木のみ）
- アウトレイジ新喜劇 クリスマスビヨンド （西木のみ）
- クリスマスイブ特別企画！！高学歴芸人に学ぶ 「恋愛よりも方程式」（西木のみ）
- オール新ネタ！チーム対抗ネタバトル！！
- あわよくば皆様におもてなしを（トークライブ）
- インパスをとなえた（小川のみのトークライブ）
- 喋る阿保に聞く阿保（単独ライブ）
- 喋る阿呆in大阪
- えっとぶり（トークライブ）

他

### ミュージック・ビデオ
- レキシ「KATOKU」（2017年） - 西木のみ

## 受賞歴
- 2009年 M-1グランプリ 3回戦進出
- 2009年 第30回今宮子供えびすマンザイ新人コンクール 福笑い大賞
- 2015年 M-1グランプリ 2回戦進出[3]